# コミックPフラート
『コミックPフラート』（コミックピーフラート）は、マックスが発行していた成人向け漫画雑誌。コンビニ漫画雑誌の一つ。隔月刊・偶数月16日発売、B5判・中綴じ。2013年2月16日発売のVOL.22をもって休刊した。

## 概要
『COMICポプリクラブ』の増刊として2009年8月17日に創刊された。執筆陣は『COMICポプリクラブ』の連載作家を中心に、いちゃラブ系漫画を描く作家で構成されている。創刊号のVOL.1（『COMICポプリクラブ』2009年10月号増刊）から休刊号のVOL.22（『COMICポプリクラブ』2013年4月号増刊）まで、漫画家・イラストレーターによる巻末イラストギャラリー「美少女ギャラリー♥イチャ★コレ!!」が掲載されていた。
また、表紙テレカ応募者全員サービスはVOL.11からVOL.16まで、表紙及び「イチャ★コレ!!」イラストの特製テレカ応募者全員サービスはVOL.17からVOL.22まで実施されていた。

### 表紙作家
- VOL.1 - VOL.9：みさくらなんこつ
- VOL.10：由雅なおは
- VOL.11 - VOL.22：しなのゆら

## 主な作家
- 赤人
- あめとゆき
- itotin
- 上田リエコ
- 鬼ノ仁
- くまこう
- しーざー
- しなのゆら
- SUNASU
- 肉そうきゅー。
- vanilla
- 蜜キング
- momi
- もとみやみつき
- 由雅なおは
- ゆんちゃ＊

等多数